# Ken Ishii
Ken Ishii (jap. ケン・イシイ; ur. 1970 w Sapporo) – japoński DJ i producent muzyki techno.
Poza sygnowaniem wydań własnymi personaliami, artysta posługuje się również takimi pseudonimami jak FLR, Flare, UTU, Yoga i Rising Sun. Jego pierwsza płyta, stworzona pod silnym wpływem detroit techno, wydana została nakładem wydawnictwa Plus 8 Records należącego do Richie Hawtina. Kenowi Ishii powierzono zadanie skomponowania muzyki na ceremonię otwarcia Zimowych Igrzysk Olimpijskich w 1998 r. Napisał on również utwór Creation The State Of Art do gry Rez z 2001 r. Z kolei Let It All Ride został wykorzystany w grze Lumines II na konsolę PSP.

## Dyskografia

### Albumy
- 1993 – Garden On The Palm
- 1994 – Innerelements
- 1995 – Jelly Tones
- 1995 – Green Times
- 1996 – Grip
- 1997 – Metal Blue America
- 1999 – Sleeping Madness
- 2000 – Flatspin
- 2001 – FLR Easy Filters
- 2002 – Future In Light
- 2003 – Interpretations
- 2006 – Sunriser

### EP / Single
- 1993 – Pneuma
- 1993 – Deep Sleep
- 1994 – Tangled Notes
- 1995 – Extra
- 1995 – Stretch
- 1996 – Overlap

### Miksy / Kompilacje
- 2001 – Millennium Spinnin at Reel up
- 2001 – Rebore Vol.2
- 2005 – Play, Pause and Play